# Zimmern ob Rottweil
Zimmern ob Rottweil ist eine Gemeinde im Landkreis Rottweil in Baden-Württemberg.

## Geographie

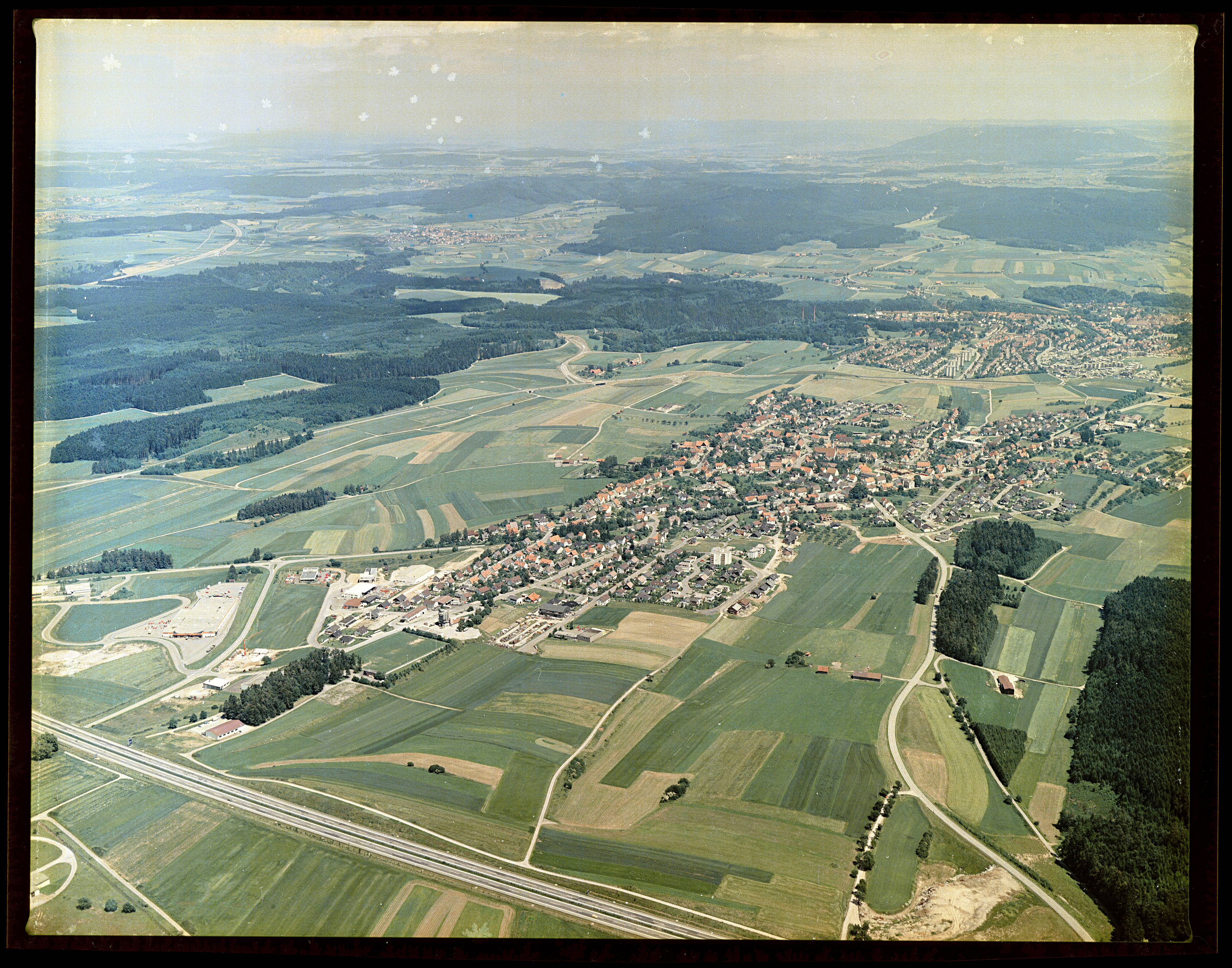
Zimmern ob Rottweil (1982)

### Lage
Zimmern ob Rottweil liegt auf einer nach Osten geneigten Hochfläche über dem oberen Neckartal. Die Teilorte Horgen, Stetten und Flözlingen liegen alle im Tal der Eschach.
Naturräumlich liegt das Gemeindegebiet in den Oberen Gäuen, genauer in den Untereinheiten Südliche Eschach-Höhen (Horgen, Flözlingen und Stetten), Westliches Eschach-Heckengäu (Teufental) und Östliches Eschach-Heckengäu (Stettener Höhe mit Inkom-Südwest) sowie in den Oberndorfer Gäuplatten (Zimmern). Geologisch stehen von West nach Ost Formationen des Unteren, Mittleren und Oberen Muschelkalks bis hin zum Gipskeuper an. Das Gemeindegebiet ist damit ein charakteristischer Ausschnitt des Südwestdeutschen Schichtstufenlands.

### Gemeindegliederung
Die Gemeinde Zimmern ob Rottweil umfasst neben dem Hauptort noch drei weitere Ortsteile.
| Ortsteil            | Wappen                         | Einwohner |
| ------------------- | ------------------------------ | --------- |
| Horgen              | Wappen von Horgen              | 700       |
| Flözlingen          | Wappen von Flözlingen          | 690       |
| Stetten ob Rottweil | Wappen von Stetten ob Rottweil | 682       |

Im Zuge der baden-württembergischen Gemeindereform wurden am 1. September 1973 die bis dahin selbstständigen Gemeinden eingemeindet.

### Nachbargemeinden
Die Gemeinde grenzt im Norden an Eschbronn, Dunningen und Villingendorf, im Osten an die Kreisstadt Rottweil, im Süden an Deißlingen und im Westen an Niedereschach und Königsfeld im Schwarzwald, beide im Schwarzwald-Baar-Kreis.

### Schutzgebiete
Neben 24 Naturdenkmalen hat die Gemeinde Zimmern ob Rottweil Anteil an zwei Landschaftsschutzgebieten, dem Landschaftsschutzgebiet Eschachtal und dem Landschaftsschutzgebiet Teufenbach-Fischbach-Tal. Die Eschach und ihre Zuflüsse Fischbach und Teufenbach sind auch Bestandteil des FFH-Gebiet Baar, Eschach und Südostschwarzwald. Die Gemeindeteile südlich von Horgen liegen im Vogelschutzgebiet Baar.

## Geschichte

### Mittelalter und frühe Neuzeit
In der Urkunde von Papst Gregor X. aus dem Jahre 1275 über den Besitz des Spitals zu Rottweil wurden auch seine „Höfe in Zimmern“ erwähnt. Zimmern gehörte jahrhundertelang dem Spital zu Rottweil. Deshalb blieb das Dorf überwiegend katholisch.
Während des Spanischen Erbfolgekriegs wurde Zimmern 1707 abgebrannt.

### Entwicklung seit dem 19. Jahrhundert
Am 8. September 1802 kamen zwei Abgesandte der Regierung Württembergs zum Rat der Reichsstadt Rottweil und forderten deren Übergabe. Sie unterstrichen den Ernst ihrer Absichten mit tausend Soldaten und nahmen die Stadt, die dazugehörigen Ortschaften und die Klöster in den Besitz des damaligen Herzogtums Württemberg. So wurde auch die Ortschaft Zimmern württembergisch und damit eine eigenständige Gemeinde. Sie wurde gemäß der Verwaltungsgliederung im 1806 gegründeten Königreich Württemberg dem Oberamt Rottweil zugeordnet.
1910 wurde Zimmern an die Wasserversorgung angeschlossen, elektrische Energie gab es ab 1915.
Bei der Kreisreform während der NS-Zeit in Württemberg gelangte Zimmern 1938 zum Landkreis Rottweil. Nach dem Zweiten Weltkrieg fiel Zimmern in die Französische Besatzungszone und kam somit zum neu gegründeten Land Württemberg-Hohenzollern, welches 1952 im Land Baden-Württemberg aufging.

## Religionen
Der Hauptort Zimmern und die Ortsteile Horgen und Stetten sind vorwiegend römisch-katholisch. Die Kirchengemeinden St. Konrad in Zimmern o. R., St. Leodegar in Stetten-Flözlingen und St. Martin in Horgen bilden eine Seelsorgeeinheit im Dekanat Rottweil.
Der Teilort Flözlingen ist als ehemalige württembergische Exklave evangelisch und Sitz der Kirchengemeinde Flözlingen-Zimmern im Evangelischen Kirchenbezirk Rottweil. Die Flözlinger evangelische Kirche wurde im Jahre 1717 erbaut.

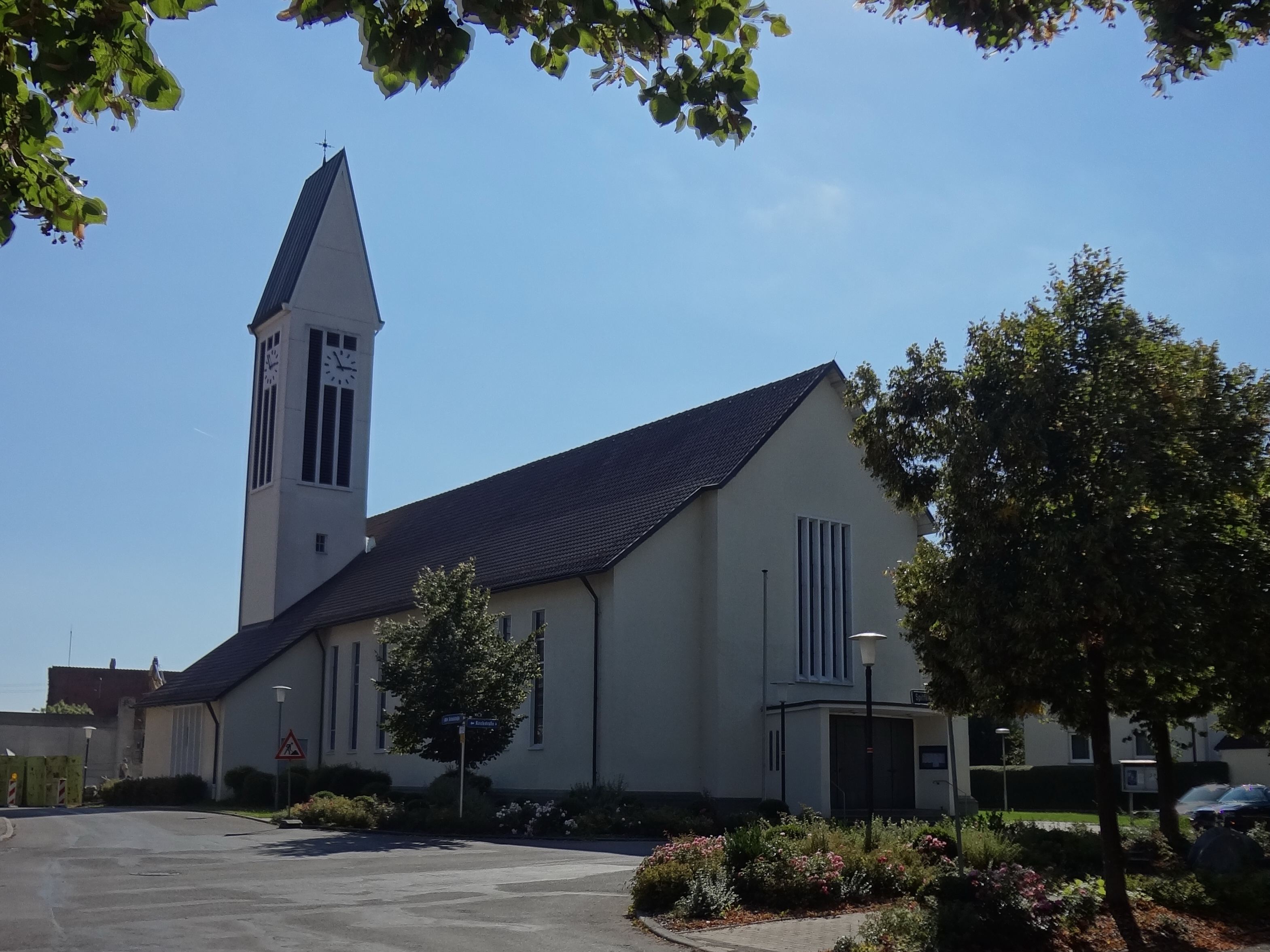
St. Konrad in Zimmern
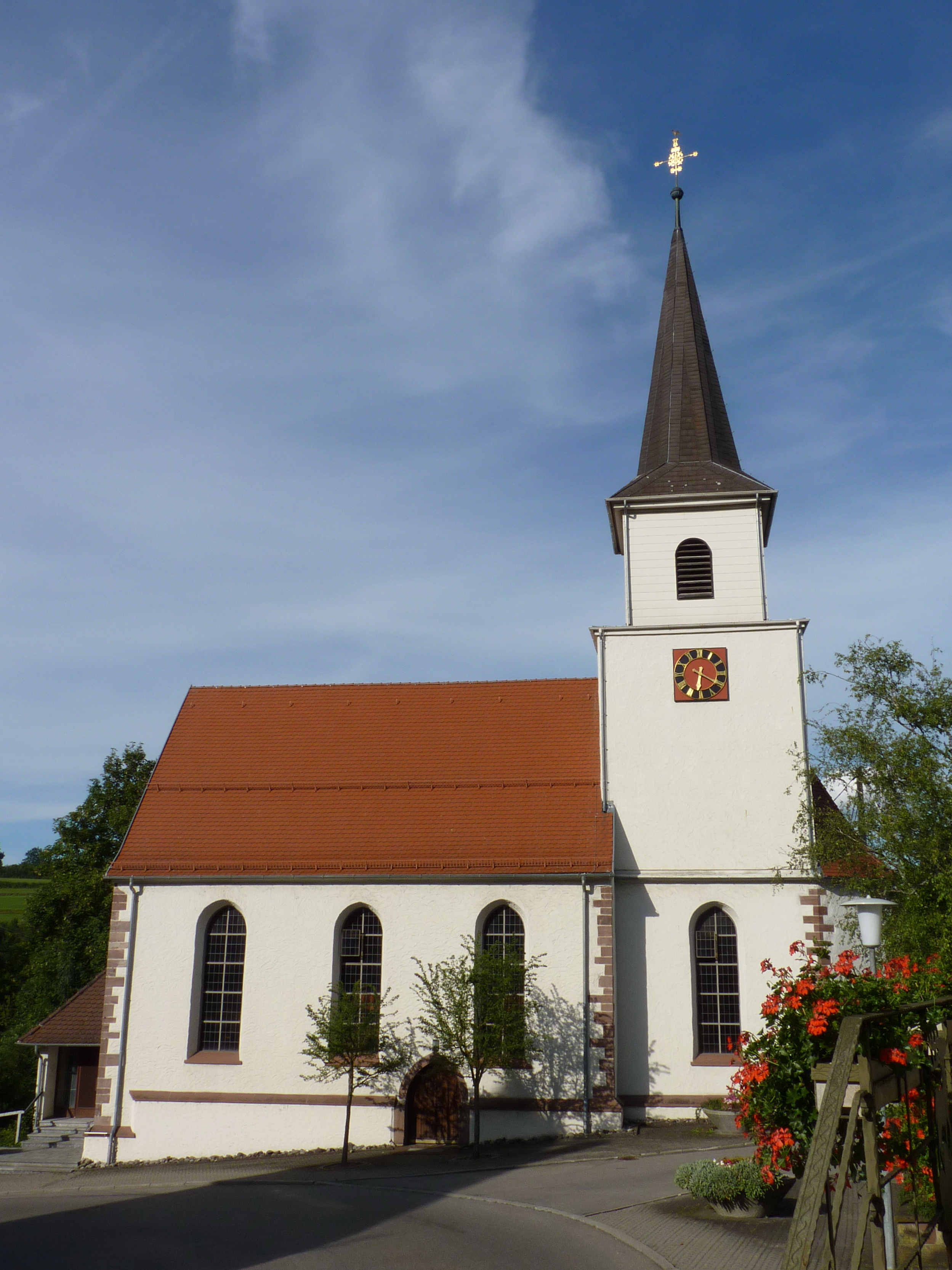
Evangelische Kirche Flözlingen
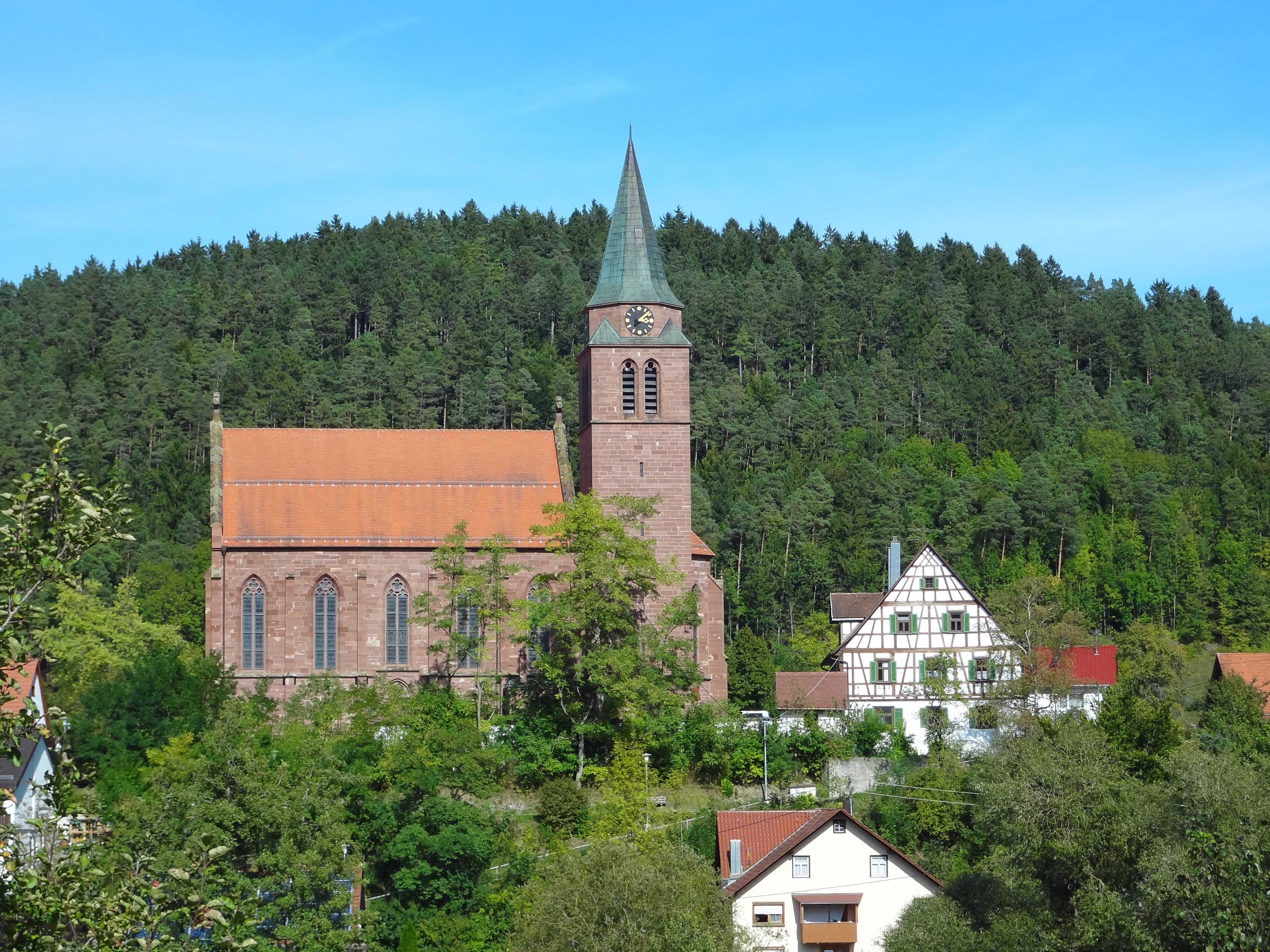
St. Martin in Horgen
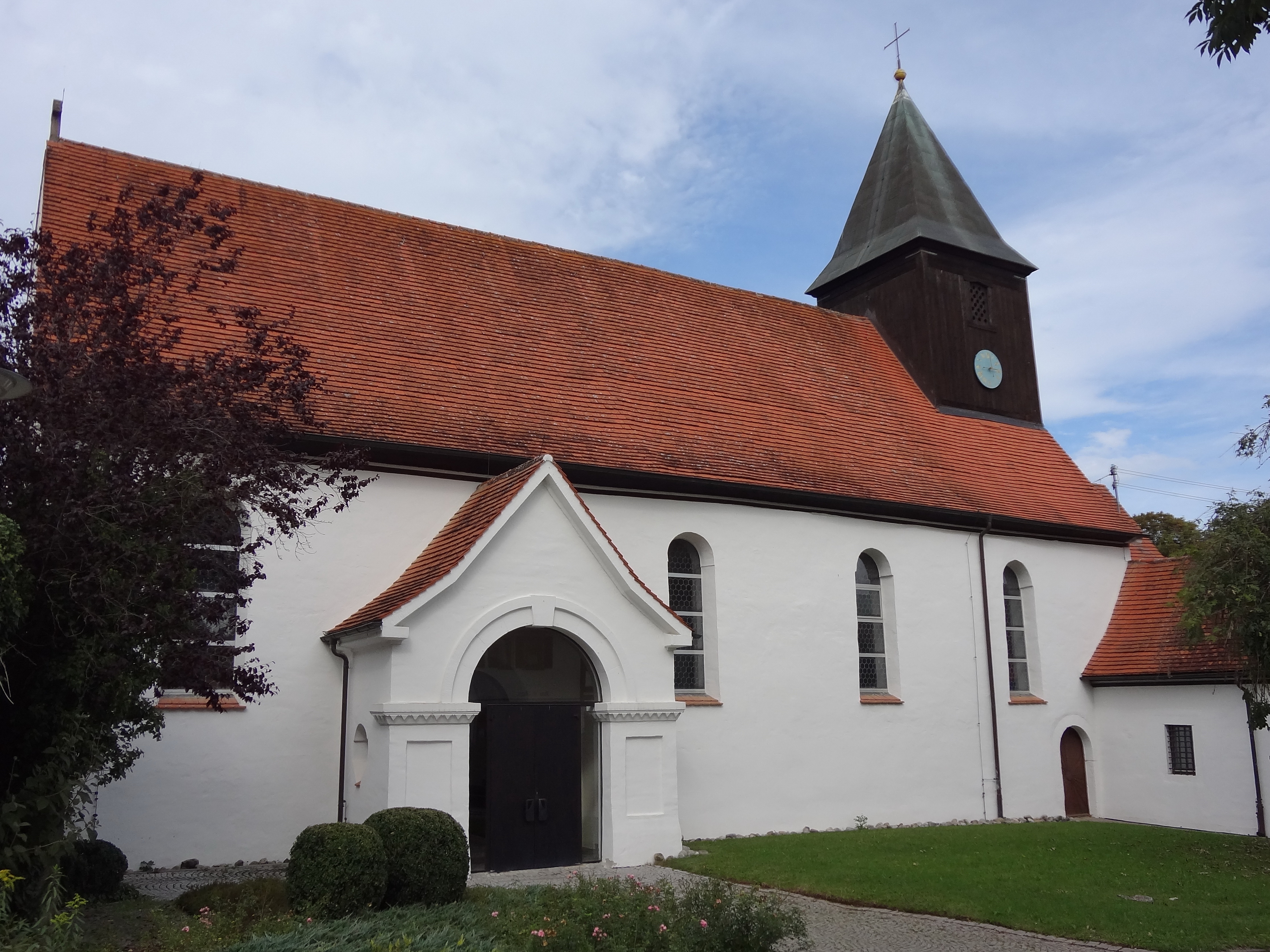
St. Leodegar in Stetten
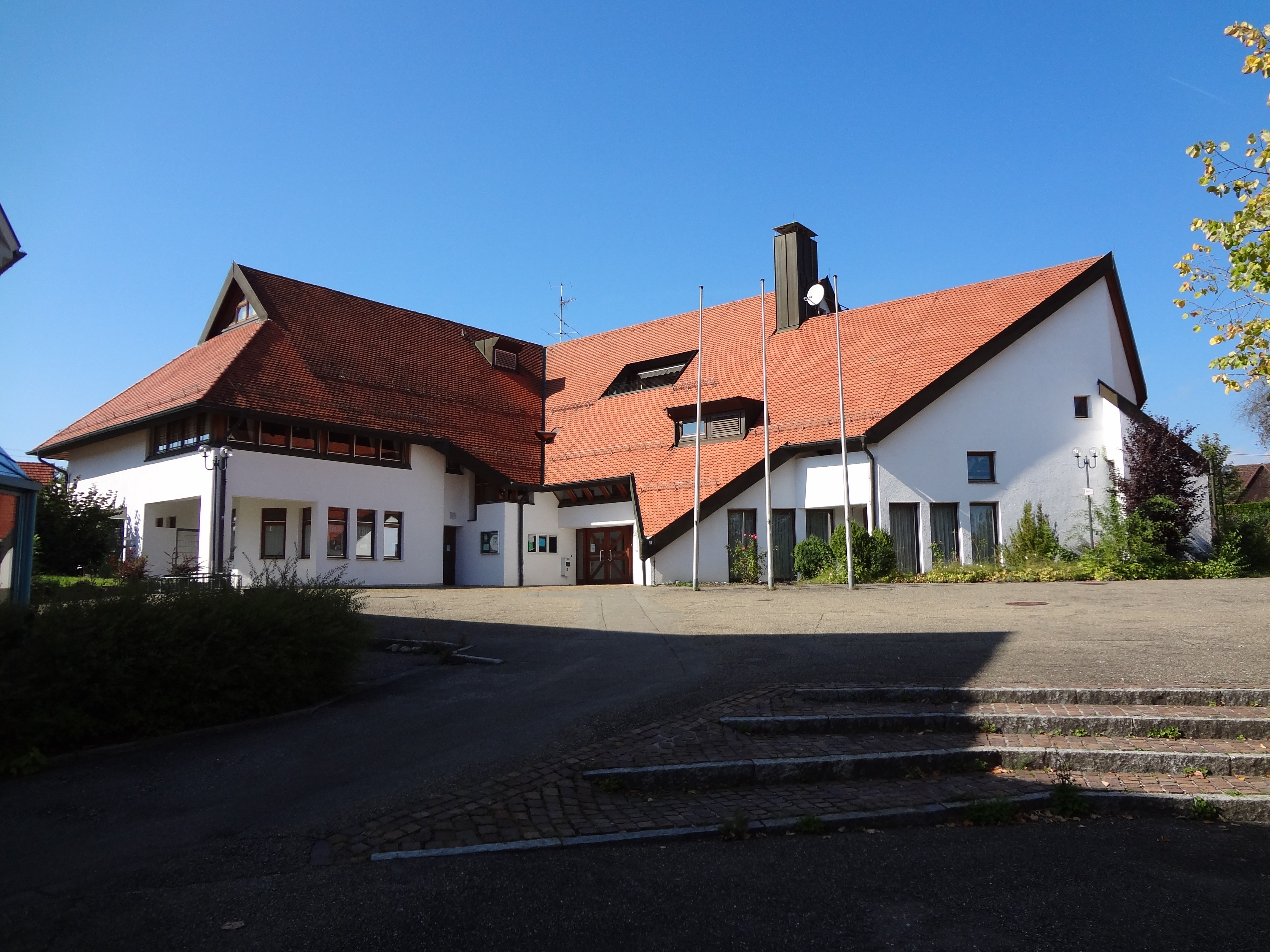
Ökumenisches Gemeindezentrum Arche in Zimmern

## Politik

### Gemeinderat
Der Gemeinderat besteht aus den gewählten ehrenamtlichen Gemeinderäten und dem Bürgermeister als Vorsitzendem. Der Bürgermeister ist im Gemeinderat stimmberechtigt. In Zimmern ob Rottweil wird der Gemeinderat nach dem Verfahren der unechten Teilortswahl gewählt. Dabei kann sich die Zahl der Gemeinderäte durch Überhangmandate verändern. Die Kommunalwahl am 9. Juni 2024 führte zu folgendem amtlichen Endergebnis:
| Parteien und Wählergemeinschaften | Parteien und Wählergemeinschaften           | % 2024 | Sitze 2024 |        | % 2019 | Sitze 2019 | Sitze 2014 | % 2014 | Sitze 2009 | % 2009 |
| CDU                               | Christlich Demokratische Union Deutschlands | 33,8   | 8          | 42,2   | 8      | 53,0       | 9          | 53,1   | 9          |        |
| FUW                               | Freie Unabhängige Wähler                    | 46,1   | 11         | 35,2   | 6      | 29,3       | 5          | 54,7   | 6          |        |
| GRÜNE                             | Bündnis 90/Die Grünen                       | 11,9   | 3          | 22,6   | 4      | 17,7       | 3          | 54,7   | 2          |        |
| AfD                               | Alternative für Deutschland                 | 6,1    | 2          |        |        |            |            |        |            |        |
| BSZ                               | BürgerStimmen Zimmern                       | 2,1    | 1          |        |        |            |            |        |            |        |
| Gesamt                            | Gesamt                                      | 100    | 25         | 100    | 18     | 100        | 17         | 100    | 17         |        |
| Wahlbeteiligung                   | Wahlbeteiligung                             | 63,3 % | 63,3 %     | 58,3 % | 58,3 % | 48,6 %     | 48,6 %     | 48,5 % | 48,5 %     |        |

### Bürgermeister
Bürgermeister war von 1993 bis 2017 Emil Maser (CDU). Bei der Bürgermeisterwahl 2017 kandidierte er nicht mehr. Seit 2017 ist die parteilose Carmen Merz Bürgermeisterin.

### Wappen
Beschreibung: "In Silber auf grünem Dreiberg eine grüne Tanne, deren Stamm mit dem schwarzen Großbuchstaben Z überdeckt ist."

### Partnerschaften
Eine Gemeindepartnerschaft besteht mit Oberbärenburg, einem Teilort der Stadt Altenberg (Erzgebirge) in Sachsen.

## Kultur und Sehenswürdigkeiten
Der Ortsteil Horgen liegt am Schwarzwald-Querweg Rottweil–Lahr, der an vielen Sehenswürdigkeiten vorbeiführt.
Zur Weihnachtszeit ist im Rathaus in Stetten die „Beuter-Krippe“ ausgestellt, ein Ensemble von rund 180 Holzfiguren, die der Stettener Ernst Beuter (1899–1977) als Autodidakt in über 50 Jahren schnitzte.

## Wirtschaft und Infrastruktur

### Bildung
In Zimmern ob Rottweil gibt es eine Grund- und Werkrealschule sowie eine weitere Grundschule im Ortsteil Stetten. Weiterführende Schulen stehen in der nahegelegenen Stadt Rottweil zur Verfügung.

### Verkehr
Zimmern ist durch die Anschlussstelle Rottweil der A 81 Stuttgart–Singen an das Fernstraßennetz angebunden. Zudem treffen sich hier die Bundesstraßen 14, 27 und 462. Der nächste Bahnanschluss besteht am Bahnhof Rottweil, dorthin verkehren mehrere Buslinien des Verkehrsverbunds Schwarzwald-Baar-Heuberg.
Durch eine Alltagsroute aus dem Radnetz Baden-Württemberg ist Zimmern mit Rottweil und in der anderen Richtung über Dunningen mit Schramberg verbunden.

## Persönlichkeiten

### Ehrenbürger
Am 13. Juni 1983 verlieh die Gemeinde Zimmern Albert Bürger (1913–1996) das Ehrenbürgerrecht. Er war 1952 bis 1981 Präsident und anschließend Ehrenpräsident des Deutschen Feuerwehrverbandes. Im April 2017 wurde der frühere Bürgermeister Emil Maser zum Ehrenbürger ernannt.

### Söhne und Töchter der Gemeinde
- Christian Friedrich Wilhelm Leutwein (1768–1838), Pfarrer, Pädagoge
- Paul Friedrich von Lang (1815–1893), Generalsuperintendent von Ulm und Ludwigsburg
- Alois Mager (1883–1946), Philosoph
- Erwin Teufel (* 1939), Politiker (CDU), MdL, ehemaliger Ministerpräsident von Baden-Württemberg
- Reinhard Mager (* 1953), Fußballspieler
- Stefan Teufel (* 1972), MdL Baden-Württemberg (CDU) seit 2009
- Sebastian Küchler-Blessing (* 1987), Organist und Dom-Organist in Essen seit 2014

### Weitere Persönlichkeiten
- Daniel Öder (1666–1736), Pfarrer[14]
- Otto Benzing (1911–1986), Studienrat, Gymnasiallehrer, Verfasser des Flözlinger Heimatbuchs[15]
- Christine Muscheler-Frohne (* 1950), Gründungsmitglied der Grünen, 1. Landesvorsitzende, MdL 1988–1992, wohnt in Flözlingen.
- Bernd Tauber (* 1950), Film-, Fernseh- und Theaterschauspieler; wohnt in Flözlingen.[16]
- Brigitte Zoller-Schaub (* 1956 Stuttgart), Künstlerin,[17] wohnt in Flözlingen.
- Heinrich Del Core aka „Heini Öxle“ (* 1961), Kabarettist und Comedy-Zauberkünstler